# Dario Laruffa
Dario Laruffa (Polistena, 10 febbraio 1956) è un giornalista e conduttore televisivo italiano.

## Biografia
Nato a Polistena, in provincia di Reggio Calabria, padre calabrese, madre lombarda, vive a Roma. È laureato in Sociologia, con tesi in economia politica. Ha cominciato a fare il giornalista nel 1976, in una radio libera. Poi è stata la volta della carta stampata e, nel 1980, il concorso vinto per entrare in Rai.
Assunto al Gr1 dal 1982, redazione economica. Inviato speciale dal 1988, poi anche radio-telecronista e giornalista parlamentare. Al Tg2 dal 1994 al 2017, è conduttore prima dell'edizione della notte, poi delle 13 e, dal 2005 al 2017, delle 20.30. Dal 1991-1992 insegna Giornalismo radiofonico (prima) e Giornalismo economico (poi) alla Luiss di Roma e dal 2001-2002 Giornalismo economico alla Scuola di Perugia, entrambe Scuole ufficiali dell’Ordine dei giornalisti.
A partire dal G7 di Venezia (1987) ha seguito negli anni i maggiori eventi e vertici di politica economica interna e internazionale, con frequenti utilizzi per la politica italiana ed estera. Ha coperto la prima guerra del Golfo (1991) da Londra per il Gr1; l'attacco alle torri gemelle (2001) da Londra per il TG2; la seconda guerra del Golfo (2003) per cinque mesi da New York. Ha condotto decine di speciali ed edizioni straordinarie del TG2.
Ha lavorato con spazi autogestiti di approfondimento nella trasmissione di intrattenimento Mattina in famiglia da lui condotta negli anni 2004-2005.
Ha realizzato documentari di racconto di realtà estere: Cina, Albania, Svizzera, Russia, Paesi Baltici, Vietnam. Dossier su: la West Coast americana; il razzismo in America a 50 anni dalla morte di Martin Luther King; le elezioni presidenziali americane da Washington; da New York, la pandemia negli Stati Uniti; le periferie d’America economiche e sociali. Per il documentario sulla Russia vince nel 2007 il premio Saint Vincent per il giornalismo televisivo, consegnatogli al Quirinale dal Presidente Giorgio Napolitano.
Dal giugno 2000, nomina del presidente Ciampi, è ufficiale della Repubblica per il lavoro svolto seguendo i fatti che hanno portato all'Euro, a partire da Maastricht.
È chiamato a far parte del Club dell'economia, ristretto e selezionato organismo che raccoglie economisti e commentatori.
Dal 2009 al 2013 è giornalista parlamentare.
Dal dicembre del 2013 è Commendatore della repubblica, nomina del Presidente Napolitano. Nel 2015 è narratore della cinquantunesima puntata del programma Techetechete'.
Il 13 agosto 2017, al termine della sua ultima conduzione del Tg2, si è congedato dai telespettatori con un caloroso e affettuoso saluto, in quanto viene nominato nell'ufficio di corrispondenza Rai per gli Stati Uniti nella sede di New York. Esperienza che si conclude alla fine di luglio del 2022.
Dal settembre 2022 è Professore a Contratto all'Università Sapienza di Roma, Dipartimento di Comunicazione e Ricerca Sociale, Corso di Laurea Magistrale in Media, Comunicazione e Giornalismo, insegnamento di Contenuti e Mercati della Radiofonia.  Dall'anno accademico 2023-24 tiene, nel medesimo Dipartimento, il Corso di Laurea triennale Innovazione e analisi dei modelli di giornalismo - Laboratorio di tecniche e linguaggi di giornalismo.

## Opere
- Dario Laruffa e Sandro Provvisionato, Sport e pubblico: dieci anni di tifo, collana Segnali dallo Sport, Milano, Feltrinelli, 1980, ISBN non esistente.
- Dario Laruffa e Antonio Leone, Sabato senza scuola, Torino, Rai Eri, 1992, ISBN 978-88-397-0003-2.
- Giornalismo economico. Dichiarare meno, dichiarare meglio, chiedere meno chiedere meglio, In Problemi dell’informazione, il Mulino, n.3/1998, pp. 458-464
- Direttori a confronto, Torino, Rai Eri, 1999, ISBN 978-88-397-0959-2.
- Lo spazio tricolore, Torino, UTET, 2009, ISBN 978-88-02-08188-5.[15]
- Quella selva di microfoni in (a cura di M. Pistacchi), Vive Voci. L’intervista come fonte di documentazione, Donzelli 2010, pp. 51-56
- La Grande Scommessa in, Stati Uniti al Bivio, TraccePerLaMeta, 2020

## Premi
- Premio Saint Vincent per il giornalismo televisivo con un TG2 Dossier sulla Russia; 2007
- Premio Lucini dell'Ordine dei giornalisti; 1984
- Premio Personalità Europea, Comune di Roma; 2002
- Premio Uomo dell'anno, settore informazione, Associazione laureati Bocconi; 2007
- Ambasciatore dello Sport nella lotta al diabete, Changing Diabetes; 2007
- Premio Letterario città di Palmi; 2012
- Premio Amerigo per l'Informazione Televisiva dagli Stati Uniti; 2020

## Onorificenze
Il 27 dicembre 2013 il presidente Giorgio Napolitano ha conferito l'onorificenza di Commendatore su proposta del Presidente del Consiglio.

## Televisione
- TG2 (Rai 2, 1994-2017)
- Mattina in famiglia (Rai 2, 2004-2005)